# Li Ho-pchjong
Li Ho-pchjong (* 16. října 1951 KLDR) je bývalý severokorejský zápasník. V roce 1980 vybojoval na olympijských hrách v Moskvě stříbrnou medaili ve volném stylu v kategorii do 57 kg. Startoval i o čtyři roky dříve na olympiádě v Melbourne, kde vypadl ve čtvrtém kole. V roce 1978 vybojoval 5. místo na Asijských hrách.